# Abbas Kiarostami
Abbas Kiarostami (født 22. juni 1940 i Teheran, død 4. juli 2016 i Paris) var en iransk filminstruktør.
Efter kunststudier ved Teheran-universitetet arbejdede han i 1960'erne med reklamefilm. Som ansat ved børne- og ungdomsdirektoratet lavede han kortfilm og senere spillefilm om ungdom og opvækst, bl.a. Hvor er min vens hus? (1987) og Og livet går videre (1991). Han har været særligt optaget af forholdet mellem dokumentarisme og fiktion, som i Close-Up (1990), hvor en mand giver sig ud for at være Kiarostamis kendte instruktørkollega Mohsen Makhmalbaf. Med Smagen af kirsebær delte Kiarostami Guldpalmen i Cannes 1997 med den japanske instruktør Shōhei Imamura. Kiarostami var også en anerkendt fotograf og har udgivet flere digtsamlinger.